# Morgan Grimes
Morgan Guillermo Grimes est un personnage de la série télévisée américaine Chuck interprété par Joshua Gomez. Il est le collègue et le meilleur ami de Chuck Bartowski.

## Biographie
Morgan Grimes et Chuck Bartowski sont des meilleurs amis depuis leur plus tendre enfance. Morgan connaît tout de la vie de Chuck et inversement. En effet, pendant très longtemps, Morgan a toujours passé son temps à se faire protéger par Chuck que ce soit des voyous, de certaines situations avec des filles ou autres…
Mais Morgan, a aussi été là, pendant les moments les plus difficiles de la vie de Chuck. Lorsque la mère de celui-ci et d'Ellie Bartowski (Sarah Lancaster) est partie, Morgan était là, bien qu'ils fussent tous les deux trop jeunes pour comprendre ce que cela a signifié. Il a aussi été là pour lui donner un soutien moral et amical, quand Chuck a été expulsé de Stanford et que Jill Roberts (Jordana Brewster) l'a laissé tomber pour Bryce Larkin (Matthew Bomer).
Ils se sont donc toujours suivis, soutenus et entraidés quoi qu'il arrive. Ils travaillent d'ailleurs dans le même magasin, le Buy More.
Bien qu'il connaisse tout de son ami, Morgan n'est pas au courant d'une seule chose, le grand secret de Chuck : l'Intersecret présent dans son cerveau).
Morgan a une relation assez spécifique avec Ellie, la sœur de Chuck. Il en est même très amoureux et il la voit comme une femme merveilleuse, parfaite et idéale à ses yeux. Il aimerait beaucoup que celle-ci devienne sa compagne sauf qu'elle vit déjà en couple avec Devon Woodcomb (Ryan McPartlin), ce qui l'attriste car il ne prend pas au sérieux leur relation. Mais il se rendra à l'évidence à force d'arguments et de situations flagrantes.
Il s'est aussi consacré lui-même à "l'étude d'Ellie" durant la meilleure partie de son adolescence et a avoué s'être caché sous le lit d'Ellie, plus jeune, pour la regarder se déshabiller.
Le nom de sa mère est Bolonia (Patricia Rae). Il connaît peu son père, qui est séparé de Bolonia. Malgré le lourd accent latino-américain de Bolonia, Morgan ne sait pas parler l'espagnol. Morgan est aussi le seul Hispanique employé au Buy More. Quand il était enfant et même après, on l'a taquiné en lui donnant le surnom « Organ ».
Au début de la série, Morgan est présenté comme très immature et passe la plupart de son temps au Buy More à traîner avec Chuck, à jouer à des jeux vidéo. Partout dans la série, Morgan est fréquemment impliqué dans la mauvaise utilisation d'équipement de magasin : il a détruit un ordinateur en prenant un virus en surfant pour le porno, il est devenu le champion du magasin d'une émission de télévision en participant à la compétition sur le mur vidéo et a utilisé la cage de stockage pour un match de Thunderdome pour déterminer le nouvel aide du directeur du magasin.
Il évoluera au fur et à mesure du temps souvent grâce à Chuck, qui lui devra par obligation évoluer aussi d'une autre manière. Il essaie par exemple de ne plus trop penser à Ellie et il découvre en apprenant à la connaître davantage Anna Wu (Julia Ling), leur collègue au Buy More, qu'il n'avait jusque-là pas pris en considération. Après quelques sorties, il en devient amoureux et c'est ce qui lui permettra d'apprendre à mieux se connaître lui-même.
Au fil des épisodes, Morgan devient plus mature, il devient assistant manager dans la troisième saison puis intègre l'équipe Bartowski. Lors de la quatrième saison, il se voit même attribuer le titre de directeur du Buy More par le Général Diane Beckman (Bonita Friedericy). Au niveau de sa vie sentimentale, Morgan arrive enfin à avoir une relation sérieuse, avec la fille, longtemps cachée, de John Casey (Adam Baldwin), Alex McHugh.
Puis, alors que la vie de Morgan se stabilise enfin à la fin de la cette même saison, il se transfère accidentellement l’Intersecret dans sa mémoire. Ensuite, un flash lui vient et conclu à son tour par la phrase « Guys, I know kung-fu ! » (faisant de nouveau référence au film Matrix), phrase utilisée précédemment par Chuck à la fin de la deuxième saison.

## Commentaires
Chuck, dans l'épisode Permis de tuer (Chuck Versus the First Kill), a présenté un mouvement qu'il a appelé « Le Morgan ». Il est exécuté en se tordant le corps de côté et levant un genou, en couvrant son visage et l'aine de ses mains. Selon Chuck, Morgan a utilisé cette position pour se protéger lorsqu'il était frappé à l'école, souvent par des filles.

## Sources
- (en) Cet article est partiellement ou en totalité issu de l’article de Wikipédia en anglais intitulé « Morgan Grimes » (voir la liste des auteurs).